# IMKO-1
Il computer IMKO-1 (in bulgaro Индивидуален микро компютър (ИМКО-1), Individualen Micro KOmputer, micro computer individuale) è stato il primo personal computer bulgaro, costruito nel 1979 in Pravetz, Bulgaria. È stato il primo dei computer nella serie Pravetz series 8. Come altri computer della serie, questo è un clone quasi completo dell'Apple II; diversamente da questo non aveva un drive per floppy disk perché a quel tempo in Bulgaria questi non venivano prodotti. Aveva però degli slot addizionali che permetteva alle singole unità di essere equipaggiate con disk drive importati dall'estero oppure di immagazzinare i dati su registratori a nastro.
La prima presentazione dell'IMKO-1 alla comunità internazionale avvenne in Inghilterra all'International Symposium on Robotics. Fu presentato insieme ad un sistema di gestione di un braccio robotico basato sull'IMKO-1, chiamato ROBKO-1. Tale sistema veniva a costare approssimativamente 10 volte meno che i corrispettivi sistemi prodotto dalle aziende americane o giapponesi.